# Jacques Philippe Marie Binet
Jacques Philippe Marie Binet (Rennes, 2 februari 1786 - Parijs, 12 mei 1856) was een Frans wiskundige en astronoom.
Hij werd in 1804 toegelaten tot de École polytechnique, waar hij nadien zef les gaf. Hij volgde er Siméon Poisson op als hoogleraar in mechanica. Hij werd studie-inspecteur aan de École in 1816. In 1823 werd hij daarnaast benoemd aan het Collège de France als hoogleraar astronomie. Hij was een katholiek en aanhanger van het Huis Bourbon en na de Julirevolutie van 1830 tegen de Bourbon-koning Karel X werd hij uit zijn functie aan de École polytechnique ontslagen. Hij behield wel zijn leerstoel aan het Collège de France tot aan zijn dood.
Hij werd ridder in het Legioen van Eer in 1821. In 1843 werd hij verkozen als lid van de Académie des sciences en in 1855 werd hij er de voorzitter van.
Binet heeft een belangrijke bijdrage geleverd aan de matrixtheorie. Hij vond de regel voor de matrixvermenigvuldiging en zijn naam is verbonden aan de formule van Binet-Cauchy voor de determinant van het product van twee matrices, en aan de identiteit van Binet-Cauchy. Hij vond verder de niet-recursieve formule voor het n-de Fibonaccigetal:
{\displaystyle f_{n}={\frac {(1+{\sqrt {5}})^{n}-(1-{\sqrt {5}})^{n}}{2^{n}{\sqrt {5}}}}}
(deze was echter reeds een eeuw voordien door Abraham de Moivre gepubliceerd).
Hij leidde ook formules af voor de snelheid en versnelling in poolcoördinaten van een lichaam dat onderhevig is aan een centrale kracht zoals de zwaartekracht.